# Situación ideal de habla
Concepto definido por Jürgen Habermas dentro de su Teoría de Acción comunicativa que hace referencia al estado comunicativo que se da cuando dos hablantes entablan una conversación y emiten sus discursos dejando de lado su posición sociocultural (edad, género, nivel socioeconómico, cultura de origen…, entre otros) permitiendo un entendimiento inteligible, veraz y racional entre ellos.
Así, cuando se da la situación ideal de habla son dos individuos, dos iguales los que mantienen la conversación, no dos posiciones ideológicas, independientemente si estas últimas son compartidas por los interlocutores o no. 

## ¿Por qué es importante llegar a la Situación Ideal de Habla?
De acuerdo con el autor, según la Teoría de la Acción comunicativa, deduce que durante la acción comunicativa la persona (el actor) adopta dos posiciones de forma simultánea:
- El actor es iniciador, en el sentido de que domina las situaciones a través de acciones que realiza y las producciones que genera por las cuales es responsable.
- El actor es un producto de las circunstancias que le rodean, es decir, el marco contextual en el que se desenvuelve, del grupo social al cual pertenece y de los procesos de socialización en los que se encuentra inmersos. 
El hecho de considerar a la persona como un producto de influencias de distinta naturaleza implica que en sus discursos siempre exista una carga ideológica que distorsiona el contenido del discurso.
En la sociedad actual, definida por muchos como la sociedad de la información (véase Postmodernidad), el lenguaje y la información transmitida a través de él, se han convertido en una potente herramienta de poder. El sistema se ha percatado de este hecho y ha desarrollado toda una serie de mecanismos de persuasión que tienen como fin primero que la persona integre y asimile dentro de su esfera privada, su discurso, toda aquella información ofrecida por la esfera pública (el sistema) y como fin último seguir siendo poseedor del poder.
De entre todos los mecanismos de persuasión utilizados por el sistema destacan por su alcance y su frecuente uso los siguientes:
- El fomentar la creencia del discurso del experto como criterio de verdad absoluta.

- El control sobre la información emitida a través de los mass media.

- El favorecer la permanencia de un sistema social basado en las clases y en la división mediante la aplicación de una organización jerárquica de la sociedad.

Así pues, se consigue la hegemonización de la sociedad, estableciendo un “sentido común” claramente reglado y manipulado por el sistema dominante. Los pensamientos, valores y juicios del individuo dejan de ser propios para pasar a ser propiedad del sistema que, de forma muy acertada, consigue manipularlos y cambiarlos a su antojo. Desde una perspectiva poética podríamos decir que el libre albedrío ha dejado de ser libre. 

## ¿Qué consecuencias tiene llegar a una Situación Ideal de Habla?
La situación ideal de habla garantiza el entendimiento de las personas dado que el razonamiento argumental se refiere a una realidad consensuada y asumible a los miembros que interactúan en el proceso comunicativo.
Esta situación no debe entenderse como una reforma al pensamiento hegemónico (véase Hegemonía) construido en base al consenso y, por tanto, en base al producto resolutivo de la subjetividad en interacción; sino que a pesar de haber conseguido un consenso ininteligible, los interlocutores siguen manteniendo su postura. Así pues, la diferencia radica en que estas posturas dejan de estar marcadas por el sistema para estar definidas por su propia esfera privada.
Asumir esta situación implica una diversificación de criterios que permite que las personas puedan entender e interactuar consigo mismas y sus circunstancias.

## Ejemplo didáctico de una Situación Ideal de Habla
Pongamos por caso el siguiente supuesto, habitual y cotidiano entre un grupo de personas: escoger la película de la cartelera que se va a ir a ver una tarde con unos amigos. Normalmente, la elección de la película pasa por una serie de fases: 
1. La persona que propone como actividad asistir al cine suele tener, por lo general, un objetivo (con su respectiva expectativa) a conseguir: ver una determinada película, disfrutar de ella y lo presenta a los demás como la idea más sugerente, atractiva y conveniente para el grupo.
2. Cada integrante del grupo, una vez aceptada la propuesta de “ir al cine”, consulta la cartelera por si hay alguna otra película ofrecida que sea más afín a sus intereses y gustos individuales.
3. A partir de allí surge una discusión donde cada uno de los miembros se posiciona (a favor, en contra o neutral) ante la idea de ver una película determinada, defendiendo su postura sobre la base de criterios individuales de verdad, honestidad y veracidad.
4. Todas las argumentaciones dadas por cada uno de los integrantes del grupo son consideradas igualmente válidas y, por lo tanto, se han de tener en cuenta para la toma de decisión final.
5. Para empezar a conseguir un entendimiento entre todos los integrantes del grupo es necesario despojarse de la propia percepción individual de la situación para adoptar una perspectiva grupal, abierta a otras opiniones o formas de entenderla.
6. Se considera una “Situación Ideal de Habla” cuando esta decisión final se consigue mediante un consenso sin coerciones, manipulaciones ni dominación de los roles dominantes del grupo ni las dinámicas inherentes al proceso de toma de decisiones (polarización de opiniones, Conformidad, Pensamiento Grupal, etc); es decir, la opción final elegida es aquella opción mejor argumentada o justificada que consigue la unificación y el reflejo de todos los criterios de honestidad, veracidad y verdad expuestos en el proceso.
7. El resultado de haber conseguido una “Situación Ideal de Habla”, en este caso, se traduce en el resultado de conseguir un producto consensuado y, en consecuencia, la satisfacción individual que produce haber obtenido esta decisión sabiendo que no se ha excluido ninguna postura ni opinión potenciando, en última instancia, la cohesión grupal y un buen clima interpersonal.